# Kevin James (ilusionista)
Kevin James (28 de abril de 1962) es un galardonado mago, nacido en Francia de nacionalidad estadounidense, conocido por crear efectos mágicos únicos, como la "Rosa Flotante" que David Copperfield hace en su show.

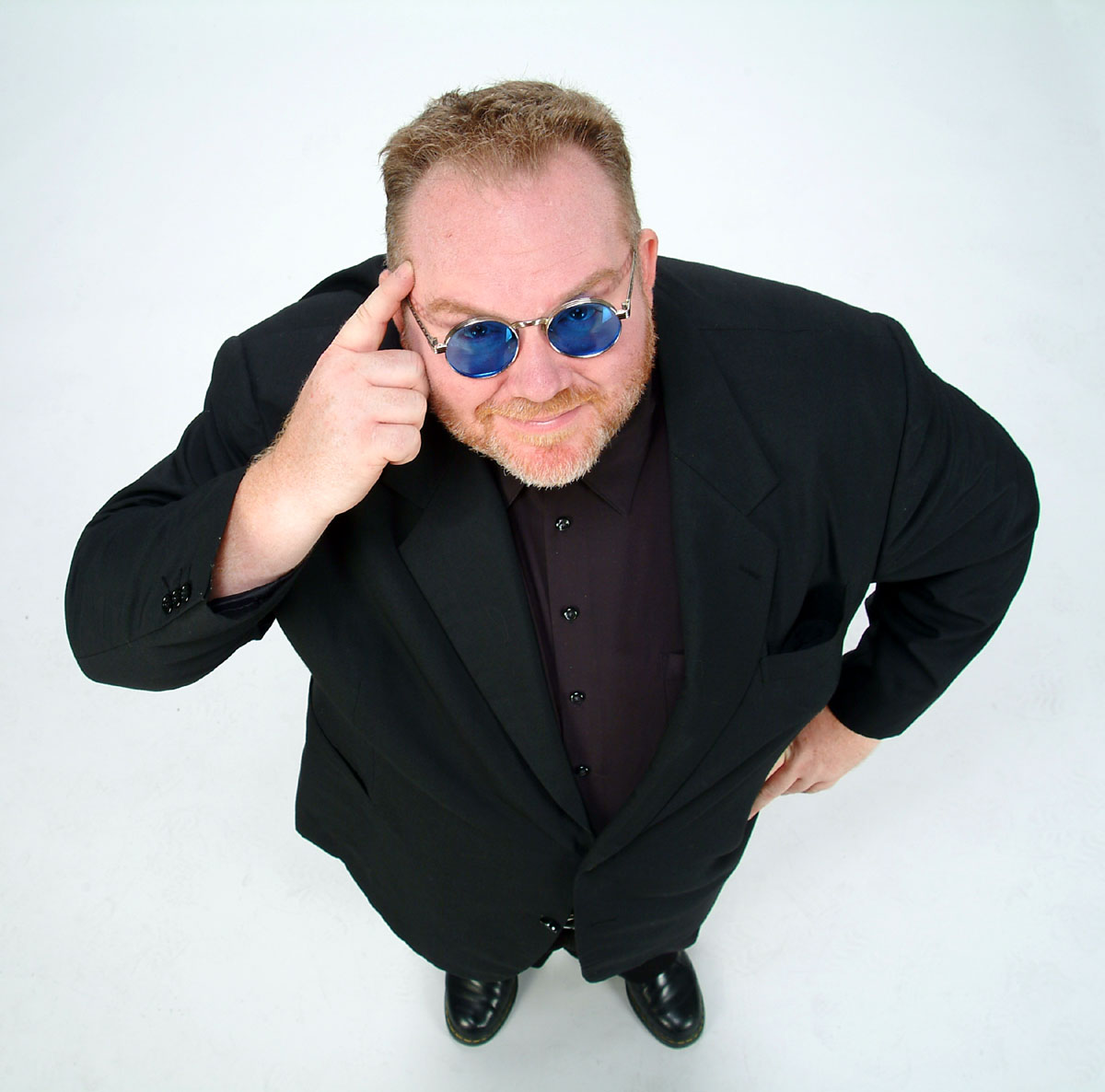
Kevin James

En su trayectoria ha actuado en temporadas largas en el Crazy Horse (París) y en el Caesars Palace de Las Vegas. Ha ganado el premio a "Mejor Mago del año de Salón"  del Castillo Mágico y también ha aparecido en especial de televisión de la CBS, "Los magos más Grandes del mundo en el Castillo Mágico". En 2007, llegó a las semifinales de America´s Got Talent .

## Biografía
Nacido como Kevin James Lowery en Francia, de padres americanos Darrell y Mary Lou Lowery. Su padre era piloto de helicóptero de USAF en Europa, después fue reubicado en un pequeño poblado llamado Jonesville, Míchigan, donde James creció . Estudió en la Universidad de Míchigan Occidental,  Artes Dramáticas pero abandonó la carrera al tercer año y se mudó a Los Ángeles, donde se mantuvo con pequeño "espectáculo" de magia de cerca en varios restaurantes, viviendo de propinas de los comensales y comida del restaurante en el que estuviera.
Ya en California, Kevin James se unió al grupo de magos locales  "Long Beach Mystics" y al grupo de Jóvenes de Castillo Mágico, donde lo dejaban ver actuar a los magos profesionales.  Mejoró su técnica, y a mediados de los 1980's ganó el premio Grand Prix de la competencia P.C.A.M. . También creó una rutina de magia que fue transmitida por televisión en Europa y Japón.
En 1991,  aparece en el espectáculo de variedad francés Sebastien C'est Fou, y le ofrecieron un trabajo en el afamado Crazy Horse en París, donde trabajó varios años, actuando de 2 a 3 espectáculos por noche, siete días a la semana. Después de París, Kevin James se mudó a Las Vegas, donde actuaba en el premiado espectáculo Splash en el Riviera Hotel, en temporada que duró varios años. Ha "abierto" el espectáculo para el comediante Louie Anderson en Bally's, el Sporting Club del Monte Carlo, y estelarizó su propio show en el Sheraton Walkerhill en Seúl, Corea. En 2005,  estelarizó  "El espectáculo Mágico más Grande del Mundo" en Las Vegas.
En junio 2007, Kevin James audicionó para América's Got Talent, y con votación unánime de los jueces para volver a participar en Las Vega callbacks. En los callbacks, Kevin James pasó hasta llegar a las semifinales.  en donde no impresionó a los jueces, y lo eliminaron de la competencia.
En 2013, Kevin James audicionó para Das Supertalent y recibió tres votos de cuatro del jurado y el voto en contra de Lena Gercke. Sin embargo Kevin James fue enviado a los espectáculos en vivo y no recibió votos negativos, pero el jurado lo envió al último sitio del semi final.[cita requerida]

## Premios
- "Parlour Mago del Año", 2003, Castillo Mágico[7]
- "El más Original", 2005, Sociedad de Magos Internacionales[8]